# Tourisme sexuel féminin

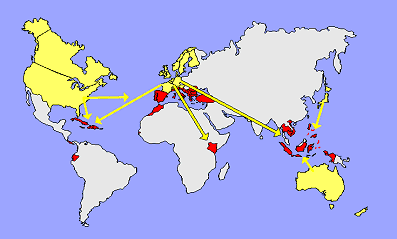
Carte du tourisme sexuel féminin
Pays d'origine : Australie, Autriche, Belgique, Canada, Danemark, Finlande, France, Allemagne, Irlande, Japon, Pays - Bas, Nouvelle-Zélande, Norvège, Suède, Royaume-Uni, États-Unis.
Pays de destination : Albanie, Balkans, Cambodge, Caraïbes, Costa Rica, Croatie, Cuba, République dominicaine, Équateur, Grèce, Haïti, Indonésie, Italie, Jamaïque, Kenya, Maroc, Philippines, Portugal, Espagne, Tanzanie, Thaïlande, Tobago, Turquie, Vietnam.

Le tourisme sexuel féminin est le tourisme sexuel effectué par des femmes qui voyagent dans l'intention de se livrer à des activités sexuelles avec un ou plusieurs habitants, généralement des professionnels du sexe. Les touristes sexuels de sexe féminin peuvent rechercher des aspects de la relation sexuelle qui ne sont généralement pas partagés par les touristes sexuels masculins, tels que la romance et l'intimité perçues. Les femmes qui correspondent à ce profil - en particulier les femmes blanches riches, célibataires et âgées - planifient leurs vacances pour avoir une romance et des relations sexuelles avec un compagnon qui sait comment les faire se sentir spéciales et leur accorder de l'attention,. La prévalence du tourisme sexuel féminin est nettement inférieure à celle du tourisme sexuel masculin.
Le tourisme sexuel féminin se produit dans diverses régions du monde. Les caractéristiques démographiques du tourisme sexuel féminin varient selon la destination, mais en général, les touristes sexuelles féminines sont généralement classées comme des femmes d'un pays développé, qui se rendent dans des pays moins développés à la recherche de relations amoureuses ou de débouchés sexuels.
Les touristes sexuels féminins peuvent être regroupés en trois types :
- Les touristes sexuels traditionnels, qui ont des caractéristiques et des motivations similaires à celles des touristes sexuels masculins[6],
- Les touristes sexuels situationnels, qui ne se mettent pas intentionnellement dans une position de touriste sexuel, mais se retrouvent impliqués dans une rencontre sexuelle avec des hommes locaux. Les touristes sexuels situationnels peuvent tomber dans la catégorie des femmes d’affaires, des étudiants, des femmes participant à des conférences à l’étranger ou d’autres femmes qui ont des programmes différents qui ne sont pas sexuels[2],
- Les touristes romantiques, qui envisagent d'accomplir leur voyage avec des expériences romantiques qu'ils ne peuvent pas vivre dans leur pays d'origine[7].

Avec ce déplacement de populations différentes vers différents pays, les problèmes de santé augmentent, en particulier les affections liées aux infections sexuellement transmissibles (IST) et au VIH / SIDA. Les femmes impliquées dans le tourisme sexuel n'utilisent généralement pas de contraceptifs de barrière pendant leur visite, les laissant (ainsi que les hommes avec lesquels elles ont des relations sexuelles) sans protection contre les IST.

## Terminologie
Un débat est en cours sur la terminologie concernant le tourisme sexuel féminin. Les universitaires Pruitt et LaFont soutiennent que le terme tourisme sexuel féminin n'est pas représentatif de la relation que les femmes touristes entretiennent avec les hommes locaux. Ils soutiennent que le tourisme sexuel féminin simplifie à l'extrême les motivations de ces femmes et que le tourisme romantique explique la nature complexe de ce à quoi ces femmes s'engagent lorsqu'elles sont impliquées dans des tournées romantiques.
Des spécialistes tels que Klaus de Alburquerque rétorquent que le terme tourisme romantique complexifie trop les motivations des touristes sexuels. De Albuquerque a déclaré que des concepts comme le "tourisme romantique" ne sont représentatifs que de petites niches, comme celle de la Jamaïque et ses croyances culturelles. Grâce à ses recherches, il conclut que la majorité des touristes sexuelles féminines sont uniquement en tournée pour des rencontres physiques et non pour des relations amoureuses. Il dit également que « les touristes et les garçons de plage peuvent définir leurs relations comme une relation amoureuse, [mais] en réalité, la relation est une relation de prostitution ».
La chercheuse Jacqueline Sanchez-Taylor affirme que le terme tourisme sexuel féminin et même le terme tourisme romantique sapent ce qui se passe réellement dans ces situations. Elle compare le tourisme sexuel féminin et masculin et montre comment chaque relation est basée sur des relations sexuelles-économiques. Elle explore également si le tourisme sexuel féminin est basé ou non sur la romance et s'il existe une sorte de relation sexuelle-économique entre les deux parties. Elle déclare sur ce sujet : « Le fait que les parallèles entre le tourisme sexuel masculin et féminin soient largement négligés reflète et reproduit les faiblesses des compréhensions théoriques et de bon sens existantes du pouvoir sexué [et] du tourisme sexuel ».

## Destinations
Un certain nombre de pays sont devenus des destinations pour le tourisme sexuel féminin, notamment l'Europe du Sud (principalement en Grèce, en Italie, en Espagne et en Croatie); les Caraïbes (Barbade, la République dominicaine, Cuba et la Jamaïque); Équateur, Costa Rica, Maroc, Turquie, Népal, Asie du Sud-Est, Vietnam, Thaïlande, Indonésie et Fidji ; et la Gambie et le Kenya en Afrique. Les autres destinations incluent le Brésil, la Bulgarie, l'Albanie, le Portugal et Haïti. Bali, en Indonésie, est une destination où les femmes d'Europe de l'Ouest, du Japon et d'Australie s'engagent dans le tourisme sexuel avec les hommes du pays. Une enquête de 2009 menée par Wanjohi Kibicho à Malindi au Kenya et reprise dans le livre Sex Tourism in Africa: Kenya's Booming Industry, a révélé que, parmi les femmes interrogées, 22% venaient d'Allemagne, 19% d'Italie et 15% des Pays-Bas. De plus, 71% des personnes interrogées revisitent la destination. Kibicho résume que les femmes qui se sentent rejetées par les hommes dans les pays développés pour être «en surpoids et plus âgées» constatent qu'au Kenya, la situation est soudainement inversée. Là bas, elles se sentent appréciées et «aimées» des hommes et peuvent vivre des romances.

## Motifs de voyage

### Tourisme sexuel traditionnel
Les touristes sexuelles traditionnelles ont les mêmes intentions que leurs homologues masculins et voyagent dans des pays étrangers où les résidents ont des salaires inférieurs, et profitent d'une prostitution bon marché à un niveau inabordable dans leur propre pays.
Des exemples de ces relations sexuelles et économiques peuvent être trouvés dans des pays comme le Kenya, où des femmes du Royaume-Uni se rendent pour profiter du soleil et profiter de la «compagnie des jeunes hommes» (avec relations sexuelles).

### Tourisme sexuel situationnel
Les touristes sexuelles situationnelles diffèrent des touristes sexuelles traditionnelles en considérant leurs activités sexuelles avec le travailleur du sexe comme une commodité supplémentaire à leur motif initial de voyager.
La majorité des touristes sexuelles situationnelles sont des touristes pour la première fois, qui ne prévoient pas d'être impliquées dans des relations avec des hommes locaux, et qui s'engagent dans des relations amoureuses plutôt que d'avoir des relations exclusivement physiques avec des travailleurs du sexe.
Le tourisme sexuel situationnel se produit lorsque les touristes étrangers sont attirés par des travailleurs du sexe masculins, connus sous le nom de beach boys dans les Caraïbes ou de gringueros au Costa Rica. Selon les touristes, ils sont généralement attirés par l'attrait exotique que ces hommes possèdent. Cet attrait peut résulter des différences ethniques entre le travailleur du sexe et la touriste sexuelle, ou du style de vie étranger que vivent les hommes locaux. Les femmes qui ont des relations sexuelles avec de tels hommes sont généralement d’âge moyen et d’origine ethnique européenne.
Les travailleurs du sexe approchent souvent des femmes qu'ils jugent vulnérables pour diverses raisons, telles que le poids ou l'âge.

### Tourisme romantique
Le tourisme romantique fait référence à une relation différente du tourisme sexuel féminin.
Le concept de tourisme romantique est venu des observations des chercheurs en Jamaïque ; il leur semblait que les femmes touristes et les hommes de la région considéraient leur relation uniquement sur la base de la romance et de la séduction plutôt que de la luxure et de la valeur monétaire. Le tourisme romantique est une question d'identification de genre : «L'identité de genre est une construction relationnelle, les femmes occidentales qui cherchent à rompre avec les rôles conventionnels ont besoin d'un autre type de relation avec les hommes afin de réaliser une nouvelle identité de genre». Avec une indépendance et une autonomie financière croissantes, les femmes peuvent voyager, montrant leur indépendance vis-à-vis des hommes de leur culture, «les femmes touristes ont la possibilité d'explorer de nouveaux comportements de genre». Comme les touristes sexuels traditionnels, les touristes romantiques ont un motif de voyage : les touristes romantiques se rendent dans des pays sous-développés pour trouver des relations amoureuses,,,.

## Travailleurs du sexe

### Contexte et intentions
Les professionnels du sexe ont plus de liberté et de sécurité que les travailleuses du sexe parce que les hommes ne sont pas confinés dans un bordel ou géré par un proxénète, et ne sont généralement pas maltraités physiquement par leurs clients.
À l'instar des touristes sexuelles, les travailleurs du sexe ont leurs propres intentions. Tout comme certaines femmes occidentales peuvent considérer les hommes locaux comme exotiques, les hommes locaux peuvent considérer les femmes occidentales comme exotiques. Les caractéristiques populaires qui plaisent à la majorité des travailleurs du sexe sont les femmes aux cheveux blonds et aux yeux clairs. Certains des travailleurs du sexe cibleront ce type de femme exotique pour leur plaisir personnel sans aucune garantie de gain monétaire.
De l'autre côté du spectre, la plupart des professionnels du sexe ont l'intention de réaliser une forme de gain monétaire. Une telle travailleur du sexe établit généralement le profil des touristes, dans l'espoir d'augmenter sa richesse monétaire le plus rapidement possible. Lors du profilage, il recherchera des femmes plus âgées, de plus de quarante ans ou de jeunes femmes en surpoids. Le travailleur du sexe considère ces femmes comme vulnérables et jouera sur leur vulnérabilité pour amener les touristes à obtenir des sentiments pour le travailleur du sexe. Une fois que le touriste et le travailleur du sexe ont établi une relation, le travailleur du sexe trouve plus facile pour eux de s'engager dans un échange monétaire.

### Défini par le touriste
Les touristes romantiques ne qualifient pas leurs travailleurs du sexe de «prostituées». Les hommes locaux et les touristes comprennent leur rôle dans la relation. La principale différence dans la définition d'un homme local pour une touriste romantique et d'un homme local pour une touriste sexuelle est l'accent que le touriste romantique met sur la passion au lieu d'une transaction de biens ou d'argent pour des faveurs sexuelles.

## Risques sanitaires
Le taux d'infections sexuellement transmissibles, y compris le VIH / sida, peut être relativement élevé dans certains pays qui sont des destinations populaires pour le tourisme sexuel féminin, en particulier par rapport aux pays d'origine de nombreux touristes sexuels. Peu ou pas de recherches ont été effectuées sur les taux de transmission du VIH et des autres MST liées au tourisme sexuel. Aucune recherche fiable n'a non plus été effectuée pour déterminer si l'utilisation du préservatif est répandue ou non parmi les touristes sexuelles féminines. Cependant, l'écrivaine Julie Bindel émet l'hypothèse, dans un article pour The Guardian, que les chiffres de l'infection à VIH pour la région suggèrent que l'utilisation du préservatif par les "beach boys" dans les Caraïbes peut être sporadique, mais les femmes touristes sexuelles ne semblent pas particulièrement préoccupées par le potentiel de contamination élevé.
Les femmes qui souhaitent avoir des relations sexuelles avec des hommes étrangers s'exposent à un risque plus élevé d' infections sexuellement transmissibles. L'utilisation du préservatif lors des visites sexuelles est relativement faible. Il est souvent cité que les femmes ont l'intention d'avoir des relations sexuelles protégées avec leurs partenaires sexuels occasionnels pendant les vacances, mais dans l'action, les femmes ne donnent pas suite à la mise en place du préservatif.
Les professionnels du sexe ne commenceront généralement pas à utiliser un préservatif en raison de la disponibilité limitée des préservatifs, du coût, des croyances ou des expériences antérieures du professionnel du sexe avec les préservatifs. Les touristes de sexe féminin rapportent que, étant donné l'atmosphère et l'exotisme de leur amant, les préservatifs sont rarement utilisés ou discutés avant de s'engager dans des activités sexuelles.
Le manque de contraceptifs augmente le risque pour la touriste de contracter une infection sexuellement transmissible de la part de son partenaire étranger, en particulier lorsque celui-ci a été avec plusieurs femmes.
Il a été constaté que dans la région de Monteverde au Costa Rica, les femmes touristes sexuelles de la région se livrent à des activités sexuelles non protégées avec des hommes locaux connus sous le nom de gringueros, selon les données recherchées par Nancy Romero-Daza. Les femmes de l'étude ne sont pas des touristes sexuelles traditionnelles mais des touristes sexuelles situationnelles.

## Principales publications académiques
- Jacobs, Jessica. 'Sexe, tourisme et rencontre postcoloniale: paysages du désir en Egypte' 2010 Aldershot Ashgate
- Bloor et al., « "Differences in Sexual Risk Behaviour between Young Men and Women Travelling Abroad from the UK." [Contains only random survey of young sex travelers.] », The Lancet, vol. 352, no 9141,‎ 1998, p. 1664–68 (PMID 9853439, DOI 10.1016/s0140-6736(98)09414-8)
- Cohen, « Arab Boys and Tourist Girls in a Mixed Jewish-Arab Community », International Journal of Comparative Sociology, vol. 12, no 4,‎ 1971, p. 217–233 (DOI 10.1177/002071527101200401)
- de Albuquerque, Klaus. «Sexe, garçons de plage et touristes féminins dans les Caraïbes». Sexualité et culture. Ed. Barry M. Dank. Vol. 2. Nouveau-Brunswick, NJ: Transaction, 1998. 87–111. 2.
- de Albuquerque, Klaus. «À la recherche du gros bambou: comment les garçons de plage des Caraïbes vendent du plaisir au soleil». The Utne Reader, janv. -Fév. 2000: 82–86.
- Gorry, April Marie. Quitter la maison pour la romance: les aventures des femmes touristiques à l'étranger . Thèse de doctorat, Université de Californie, Santa Barbara, 1999. Ann Arbor: UMI 9958930, 2000
- Herold, Garcia et DeMoya, « Female Tourists and Beach Boys: Romance or Sex Tourism? », Annals of Tourism Research, vol. 28, no 4,‎ 2001, p. 978–997 (DOI 10.1016/s0160-7383(01)00003-2)
- Meisch, « "Gringas and Otavaleños: Changing Tourist Relations" [a description of sex and romance tourism in Ecuador] », Annals of Tourism Research, vol. 22, no 2,‎ 1995, p. 441–62 (DOI 10.1016/0160-7383(94)00085-9)
- Pruitt et Lafont, « For Love and Money: Romance Tourism in Jamaica », Annals of Tourism Research, vol. 22, no 2,‎ 1995, p. 422–440 (DOI 10.1016/0160-7383(94)00084-0)
- Thomas, Michelle. «Explorer les contextes et les significations des expériences des relations sexuelles des femmes pendant les vacances».
- Clift, Stephen et Simon Carter, éd. Tourisme et sexe: culture, commerce et coercition . Londres: Pinter, 2000. 200-20.
- Vorakitphokatorn et al., « AIDS Risk in Tourists: A Study on Japanese Female Tourists in Thailand », Journal of Population and Social Studies, vol. 5, nos 1–2,‎ 1993, p. 55–84
- Wagner, « Out of Time and Space — Mass Tourism and Charter Trips », Ethnos, vol. 42, nos 1–2,‎ 1997, p. 39–49 (Cet article décrit le tourisme sexuel en Gambie, en Afrique de l'Ouest, tout comme un article de suivi: Wagner et Yamba, « Going North and Getting Attached: The Case of the Gambians », Ethnos, vol. 51, no 3,‎ 1986, p. 199–222 (DOI 10.1080/00141844.1986.9981323)